# Сівце (Вілейський район, Любанська сільська рада)
Сівце (біл. вёска Сівце) — село в складі Вілейського району Мінської області, Білорусь. Село підпорядковане Любанській сільській раді, розташоване в північній частині області.

## Історія
У 1921–1945 роках село знаходилось у Польщі, у Вільнюськім воєводстві, Вілейського повіту, у гміні Ілля, з 1932 у гміні Куранець.

## Населення
- 1866 рік — 160 людини, 16 будинків[1]
- 1921 рік — 230 людини, 44 будинків[2].
- 1931 рік — 245 людини, 49 будинків[3].